# Valerie Demey
Valerie Demey   (Bruges, 17 de gener de 1994) és una ciclista belga professional des del 2015. Actualment milita a l'equip VolkerWessels Women Cyclingteam.

### Resultats a les Grans Voltes

#### Giro d'Itàlia
- 2023: 108a posició

#### Tour de França
- 2022: 48a posició
- 2025: 94a posició

#### Volta a Espanya
- 2024: 52a posició